# Edinburgh-i repülőtér
Az Edinburghi repülőtér (IATA: EDI, ICAO: EGPH) Skócia egyik nemzetközi repülőtere, amely Edinburgh közelében található. Éves utasforgalma 14 291 811 fő (2018).

## Futópályák
A repülőtér futópályái:
- 06/24 (2556 m, 46 m, aszfalt)

## Forgalom
Az utasforgalom az elmúlt években az alábbi módon változott:
| Utasok száma | 259 716 | 616 129 | 874 018 | 1 159 484 | 1 726 552 | 3 273 788 | 6 911 152 | 8 992 178 | 11 114 587 | 11 261 873 |
|              | 1961    | 1968    | 1975    | 1981      | 1988      | 1995      | 2002      | 2008      | 2015       | 2022       |